# (11668) Balios
(11668) Balios (1997 VV1) – planetoida z grupy trojańczyków okrążająca Słońce w ciągu 11,9 lat w średniej odległości 5,21 j.a. Odkryta 3 listopada 1997 roku.